# Poplava Save u Hrvatskoj 2010.
Poplava Save u Hrvatskoj 2010. dogodila se na području grada Zaprešića, Samobora, Zagreba, Velike Gorice i na području općina Rugvica, Orle i Martinske Vesi.
Poplava je počela prodorom vodenog vala iz Slovenije 19. rujna 2010., a voda se na nekim mjestima povukla tek tjedan dana kasnije. Uzrok poplave su rekordne kiše u Sloveniji koje nisu zabilježene u proteklih 100 godina što je dovelo do naglog rasta protoka rijeke Save. Sava je u trenutku najvećeg vodenog vala imala protok od 3257m3/s umjesto uobičajenog protoka od 300m3/s. Maksimalni vodostaj kod Rugvice je iznosio +980 cm, a u Dubrovčaku je dosegao +872 cm. Količinom vode i njenim razornim potencijalom ova poplava je nadmašila poplavu Save iz 1964. godine. Katastrofu sličnih razmjera kao onu iz 1964. spriječio je sustav obrane od poplave.

## Uzrok i posljedice poplave
Uzrok poplave na zaprešičkom i samoborskom području je nepostojanje sustava za obranu od poplava. Vatrogasci su se protiv poplave borili gradnjom zečjih nasipa u pokušajima da spriječe prodor vode do naseljenih mjesta.
Na Velikogoričkom području 20. rujna 2010. oko 03:00 ujutro došlo je do prodora vode na dionici nasipa od Drenja do Sopa Bukevskog. Dodatni prodori nasipa kasnije su se dogodili i kod naselja Strmec Bukevski, Bukevje, Drnek, Trnje, Resnik i Desno Željezno. Prodori vode su se dogodili zbog lošeg stanja nasipa uz Savu i općenitog neodržavanja istih.
Poplava je zahvatila oko 6500 ljudi i oko 900 stambenih objekata. Sava je na području Zaprešića i Samobora poplavila oko 50 km2 i 300 stambenih objekata. Na području Velike Gorice poplava je zahvatila oko 35 km2 i 600 stambenih objekata. Vodena bujica prodrla je do sela Črnkovec, Jagodno i Kuče, a sela Lekneno, Sop Bukevski, Bukevje i Poljana Čička su bila najteže pogođena. Vrhunac poplave je bio sredinom 21. rujna, nakon čega se voda počela lagano povlačiti. Na nekim se mjestima voda zadržala do tjedan dana. Drvene mostove preko teretnog kanala Sava-Odra oštetila je poplava nakon čega su zatvoreni za promet.
Od neposrednih posljedica poplave preminula je jedna osoba iz sela Črnkovec.